# 関門港
関門港（かんもんこう）は、北九州港（北九州市）と下関港（下関市）、および両港の間を通る関門航路を総称した港湾である。港則法上は両港・航路を包摂する海域を正式に「関門港」として特定港に指定しているが、港湾管理者はそれぞれ北九州市港湾空港局、下関市港湾局と別々（航路は国直轄）で、港湾法上の港湾区域も各港が別個の国際戦略港湾として扱われている。

## 概要
| 下関港                                             | 門司港                                                                                              | 小倉港                                              | 戸畑港                                              | 八幡港                                              | 若松港                                              |
| -------------------------------------------------- | --------------------------------------------------------------------------------------------------- | --------------------------------------------------- | --------------------------------------------------- | --------------------------------------------------- | --------------------------------------------------- |
| 1940年（昭和15年）7月 関門港 （管理者：国）        | 1940年（昭和15年）7月 関門港 （管理者：国）                                                         | 1940年（昭和15年）7月 関門港 （管理者：国）         | 3港を「若松港」と呼称                               | 3港を「若松港」と呼称                               | 3港を「若松港」と呼称                               |
| 1940年（昭和15年）7月 関門港 （管理者：国）        | 1940年（昭和15年）7月 関門港 （管理者：国）                                                         | 1940年（昭和15年）7月 関門港 （管理者：国）         | 1942年（昭和17年）12月 関門港 （管理者：福岡県）    |                                                     |                                                     |
| 港湾法施行・各港に港湾管理者設置を規定             | |                                                     |                                                     |                                                     |                                                     |
| 1962年（昭和26年） 下関港 （管理者：下関市港湾局） | 1961年（昭和36年）4月 門司港 （管理者：門司港管理組合）                                             | 1954年（昭和29年）5月 小倉港 （管理者：小倉港務局） | 1955年（昭和30年）9月 洞海港 （管理者：洞海港務局） | 1955年（昭和30年）9月 洞海港 （管理者：洞海港務局） | 1955年（昭和30年）9月 洞海港 （管理者：洞海港務局） |
| 1962年（昭和26年） 下関港 （管理者：下関市港湾局） | 1964年（昭和39年）4月 北九州港 （管理者：北九州港管理組合＝福岡県および北九州市による一部事務組合） |                                                     |                                                     |                                                     |                                                     |
| 1962年（昭和26年） 下関港 （管理者：下関市港湾局） | 1974年（昭和49年）4月 北九州港 （管理者：北九州市港湾局）                                           |                                                     |                                                     |                                                     |                                                     |

### 「関門港」発足の経緯
「関門港」を構成する港湾区域には、明治開港以来の横浜・神戸と並ぶ3大国際貿易港である門司港、小倉市の商業集積を背景として内易商港として発展した小倉港、水産基地かつ八幡製鉄所戸畑地区の専用港湾としての役割を有した戸畑港、同じく八幡製鉄所の立地から発展した八幡港、筑豊炭田の積み出し港として栄えた若松港の5港と、対岸の下関港の計6港が独自に開設され、各港の港勢拡大とともに連続した港湾区域を形成していった経緯がある。
このため各港を各地域が独自に管理する形態を採っていたが、1925年（昭和5年）に経済学者の寺島成信が行政区画を超えた一元管理の必要性を提言した。寺島は関門海峡同様に約1 - 2km程度の幅のあるハドソン川を挟み、ニューヨーク州とニュージャージー州の複数自治体にまたがる「ニューヨーク・ニュージャージー港」を一元管理しているニューヨーク・ニュージャージー港湾公社の組織形態に着目し、行政の利害に捉われず各市や商工団体などの委員会で運営する「ポート・オーソリティ」の仕組みが肝要であると説いた。
その後、1940年（昭和15年）の戦時体制下、下関港・門司港・小倉港の3港が統合され「関門港」として重要港湾に指定、国が直接管理することになった。また戸畑港・八幡港・若松港の洞海湾3港も1942年（昭和17年）に「関門港」へ統合されたが、この3港には国有施設が存在しなかったため実質的には福岡県が管理する港湾として運営された。

### 港務局による一元管理を目指すも小倉港が離脱
戦後、1950年（昭和25年）に港湾法が施行されると各港湾は国の管理ではなくなり、各港湾において港湾管理者を設置することが規定された。この際、関係自治体である山口県・福岡県・北九州5市・下関市の2県6市は、隣接する港湾全てを民間も加わり一元的に管理・経営する手法として「ポート・オーソリティ」方式が最適と判断し、8自治体を母体として港湾法に規定される「港務局」の設立を目指した。
管理一元化にあたり、まずは戦時下でも別に管理を行なっていた門司港・小倉港・下関港の3港と、洞海3港を分けて東西2つの港湾管理者を設置することになった。1952年（昭和27年）、門司港・小倉港・下関港の3港を関門港として統合することを前提に、管理組織として「関門港務局」を設立することが決定し、関係自治体である山口県・福岡県・下関市・門司市・小倉市の2県5市で関門港務局設立準備委員会を発足した。
関門港の統合管理を目指す取り組みは港湾法のモデルケースとして運輸省の行政指導も受けながら協議を進めたが、委員数の配分をめぐって山口県と門司市の意見対立が起こり1953年（昭和28年）に小倉市が離脱、同市は1954年（昭和29年）に単独で「小倉港務局」を設置し、独自に小倉港の運営を行うことになった。
山口県の主張は県単位で1対1に委員数を割り当てよというもので、対する門司市側は2県3市の5団体均等の割り当てを主張していた。これは当初の協議段階において、小倉市を除く2県2市で「両岸均等」の原則を申し合わせたものが、小倉市の参加により両岸の団体数に偏りが生じ、特に門司市が下関市の委員数を多く割り当てることに反対し、山口県側も譲らず意見対立に至ったものであった。
一方、洞海3港側の調整は順調に進み1955年（昭和30年）に「洞海港務局」を設置、民間委員も加えた一元管理体制のもと洞海港を発足した。

### 下関港と門司港の統合頓挫、4港体制に
小倉港の離脱後、下関港・門司港の2港は改めて共同での港務局設立を目指し2県2市で協議を継続した。1953年（昭和28年）3月30日に2県2市は関門港務局の設立を前提として、「関門港」の予定港湾区域を運輸省に認可申請、運輸審議会の諮問を経て5月12日に認可適当の答申を受け、6月1日に「関門港」としての港湾区域が認可された。
この認可を受け2県2市にて港務局の設置準備を進めたが、港務局の設置場所をめぐり福岡県と山口県の意見が対立し、準備委員会の会合は1954年（昭和29年）をもって打ち切られた。管理者設置を延期する限り港湾法の適用を受けられず、行政上の支障が出るため1960年（昭和35年）6月、2県2市は下関港と門司港で別々の管理者と港湾区域を設定することを決めた。
門司港は門司市と福岡県で共同管理することになり、同年7月に両者で一部事務組合の「門司港管理組合」を設立することで合意、下関港は下関市港湾局が管理者となることに決定した。同年12月、両港それぞれの港湾区域を改めて運輸省に申請、1961年（昭和36年）2月1日付で認可された。この際、両港の間を通る関門航路部分は港湾区域に編入すると入港料の問題が生じることから除外し、国による直轄管理のもと管理開発することとされた。
港湾法施行当初の港務局による一元管理の試みのうち目論見通りに実現したのは洞海港のみで、下関港・門司港においてはポート・オーソリティとしての「港務局」も導入されなかった。

### 「北九州港」の発足、港務局消滅
その後、1963年（昭和38年）の北九州市発足に伴い、同市域にあたる門司港・小倉港・洞海港の3港も1964年（昭和39年）に合併して北九州港になり、港湾管理者は同市と福岡県を母体とする「北九州港管理組合」に移行した。北九州側の管理体制は結果的に一元化されたが、当初の民間を含む「ポート・オーソリティ」を志向した小倉・洞海の各「港務局」は消滅した。
一連の統合作業に携わった北九州港管理組合工務部長の畑中汪は、「港務局」の形態について港湾の管理運営を企業経営的に把握する上で優れた点を持っていると評価していた。畑中は、港務局は他の団体における議決機関対執行機関という枠組みと異なり、母体となる自治体選出議員と民間も含む事務局幹部が共に港湾経営のブレーンとして委員会で討議し、決定した方針に執行部として共に責任を持つことから、役所的形式にとらわれず職員も企業意欲を持って仕事をするムードがあったと述べている。一方、独立採算を要求されるため財務基盤が弱いこと、起債を独自にできず設立母体の自治体に依存すること、地方公務員としての身分保証がないことなどが全国的に「港務局」方式が採用されなかった理由ではないかとも指摘している。
当時運輸省で港湾局管理課長だった紅村文雄は、「北九州港務局」の発足を期待した同省の立場から上記の起債や職員身分の問題を認識し、自治省と折衝にあたったものの成果は得られなかったと回顧している。自治省は「港務局には議会がないから地方公共団体と認め難い」と主張し、当時議会のない公共団体がなかったことから運輸省側も引き下がらざるを得なかったという。運輸省としては大港湾である北九州港の管理は県市共同が望ましいと考え、地元の意向も踏まえて検討した結果として一部事務組合による管理体制の発足となったが、1974年（昭和49年）にその北九州港管理組合も解散し、北九州港は北九州市港湾局による直接管理となった